# Lijst van Marokkaanse feestdagen
Dit is een lijst van nationale feestdagen in Marokko
| Datum             | Nederlandse naam                | Lokale naam                 | Beschrijving              |
| Muharram 1        | Islamitisch nieuwjaar           | Fatih Moharram              |                           |
| Rabi' al-awwal 12 | Geboorte van Mohammed           | Eid Al Mawled               |                           |
| Shawwal 1         | Suikerfeest                     | Eid el Fitr                 |                           |
| Dhu al-Hijjah 10  | Offerfeest                      | Eid el Adha                 |                           |
| 1 januari         | Nieuwjaarsdag                   | Ras l' âm                   |                           |
| 11 januari        | onafhankelijkheidsdag           | Takdim watikat al-istiqulal |                           |
| 1 mei             | Dag van de Arbeid               | Yaûm Al-Âmal                |                           |
| 30 juli           | Troonfeest                      | Eid Al-Ârch                 |                           |
| 20 augustus       | Revolutie                       | Thawrat al malik wa shâab   |                           |
| 21 augustus       | Geboorte van Koning Mohammed VI | Eid Al Milad                |                           |
| 6 november        | Groene Mars                     | Eid Al Massira Al Khadra    |                           |
| 18 november       | Onafhankelijksfeest             | Eid Al Istiqulal            | Marokkaanse nationale dag |